# Apetor

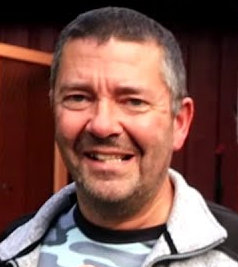
Eckhoff in 2019

Apetor, artiestennaam van Tor Eckhoff (Kristiansund, 22 november 1964 – Oslo, 27 november 2021) was een Noorse internetpersoonlijkheid. Zijn artiestennaam is een samenstelling van het Noorse woord ape (aap) en zijn voornaam Tor.
In januari 2021 waren Apetors YouTube-video's meer dan 32 miljoen keer bekeken en had zijn YouTube-kanaal meer dan een miljoen abonnees. Op zijn kanaal maakte Apetor absurdistische video's, waarin hij ijsduiken neemt, rondrent in de sneeuw, bladeren eet en wodka drinkt.
Op 26 november 2021 zakte Eckhoff door het ijs bij de Jacobsdam bij Kongsberg. Een getuige hoorde hem roepen en schakelde de hulpdiensten in. Hij werd gevonden door reddingsduikers, waarna levensreddende handelingen werden geleverd. Per traumahelikopter werd hij naar het ziekenhuis van Ullevål in Oslo vervoerd, waar hij de nacht erop overleed.